# Pure and Applied Chemistry
Pure and Applied Chemistry ist eine monatlich erscheinende Chemiefachzeitschrift der IUPAC (International Union of Pure and Applied Chemistry) in englischer Sprache.
In Literaturzitaten wird sie mit Pure Appl. Chem. abgekürzt.
Der vom Web of Science ermittelte Impact Factor für Pure and Applied Chemistry betrug 2020 2,453.